# 안계저수지
안계저수지는 경상북도 경주시 강동면 안계리에 있는 저수지이다. 기계천의 지류인 안락천의 발원지이다. 2011년 9월-2012년 3월까지 양동마을에서 이 저수지까지 마을길 934m포장과 교량 9개를 정비했다.

## 같이 보기
- 강동면
- 양동민속마을
- 강동로